# Grace Abbott
Grace Abbott (Grand Island, Nebraska, 17 de noviembre de 1878-Chicago, Illinois, 19 de junio de 1939) fue una educadora, funcionaria, trabajadora social y reformista estadounidense.
Se graduó en el Grand Island College e hizo estudios de licenciatura en la Universidad de Nebraska y la Universidad de Chicago, recibiendo un doctorado en ciencias políticas en 1909. En 1908 comenzó a trabajar en la Hull House de Jane Addams en Chicago, donde fundaron conjuntamente la Liga Protectora de Inmigrantes.
Como directora del U.S. Children's Bureau (1921–1934), peleó por acabar con el trabajo infantil mediante legislación y restricciones de contratos federales. Se esforzó por ganar la aprobación pública de una enmienda constitucional que prohibiera la explotación infantil; no obstante, la reforma se presentó a los estados en 1924 y nunca fue ratificada. Su libro más conocido es The Child and the State (2 volúmenes, 1938). Murió de una mieloma múltiple
- Datos: Q464808
- Multimedia: Grace Abbott / Q464808